# آرثر إي. تشيس
آرثر إي. تشيس (بالإنجليزية: Arthur E. Chase)‏ هو سياسي أمريكي، ولد في 4 فبراير 1930 في ورسستر في الولايات المتحدة، وتوفي بنفس المكان في 5 يناير 2015. حزبياً، نشط في الحزب الجمهوري.